# Atsabe (Verwaltungsamt)
| \| \| |
|       |

|  |

Atsabe (in alten Quellen: Artessabe, Atisasabo) ist ein osttimoresisches Verwaltungsamt (portugiesisch Posto Administrativo) in der Gemeinde Ermera. Verwaltungssitz ist Atsabe.

## Geographie

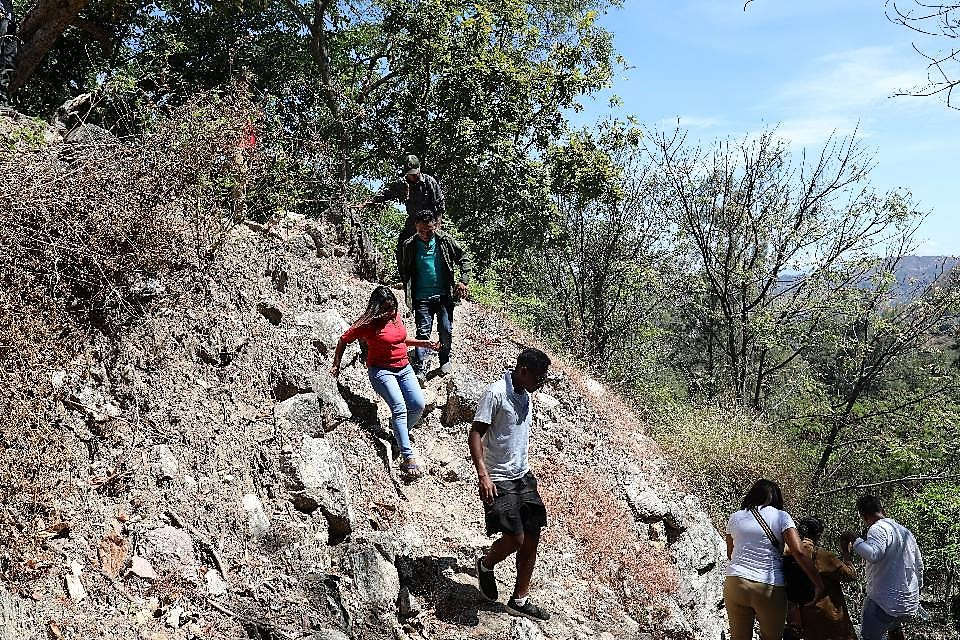
Landschaft bei Batu Mano

Bis 2014 wurden die Verwaltungsämter noch als Subdistrikte bezeichnet. Vor der Gebietsreform 2015 hatte Atsabe eine Fläche von 167,90 km². Nun sind es 164,44 km².
Das Verwaltungsamt Atsabe bildet den Süden der Gemeinde Ermera. Nördlich liegen die ebenfalls zu Ermera gehörenden Verwaltungsämter Hatulia und Letefoho. Im Westen liegt das Verwaltungsamt Cailaco, im Süden Bobonaro (beide Gemeinde Bobonaro). Östlich befinden sich in der Gemeinde Ainaro die Verwaltungsämter Ainaro und Hatu-Builico.
In Baboi Leten liegt an der Grenze zu Hatu-Builico der Gipfel des Tatamailaus (2963 m), Osttimors höchster Berg. Bei Laubono entspringt der Marobo, einer der wichtigsten Zuflüsse des Lóis. Auch die anderen Flüsse Atsabes gehören zu dessen System. Ein kleiner dieser Flüsse bildet an einen Steilhang den bekanntesten Wasserfall Osttimors, den Bandeira.
Atsabe teilt sich in zwölf Sucos: Atara (Atare), Baboi Craic (Baboe Kraik, Boboe Craic, Baboi Kraik), Baboi Leten (Baboe Leten, Boboe Leten), Batu Mano (Batu Manu, Batumanu), Laclo (Laklo, Lado), Lacao (Lasaun), Laubono (Laubonu, Laubanu, Laubunu, Lau Buno), Leimea Leten (Limie Leten, Lemian, Lemia), Malabe (ehemals Atadame, Atu Dame, Acu Dame), Obulo (Obolu), Parami (Paramin) und Tiarlelo (Tirlelo, Tiar Lelo, Ciar Lelo).

Klimadaten
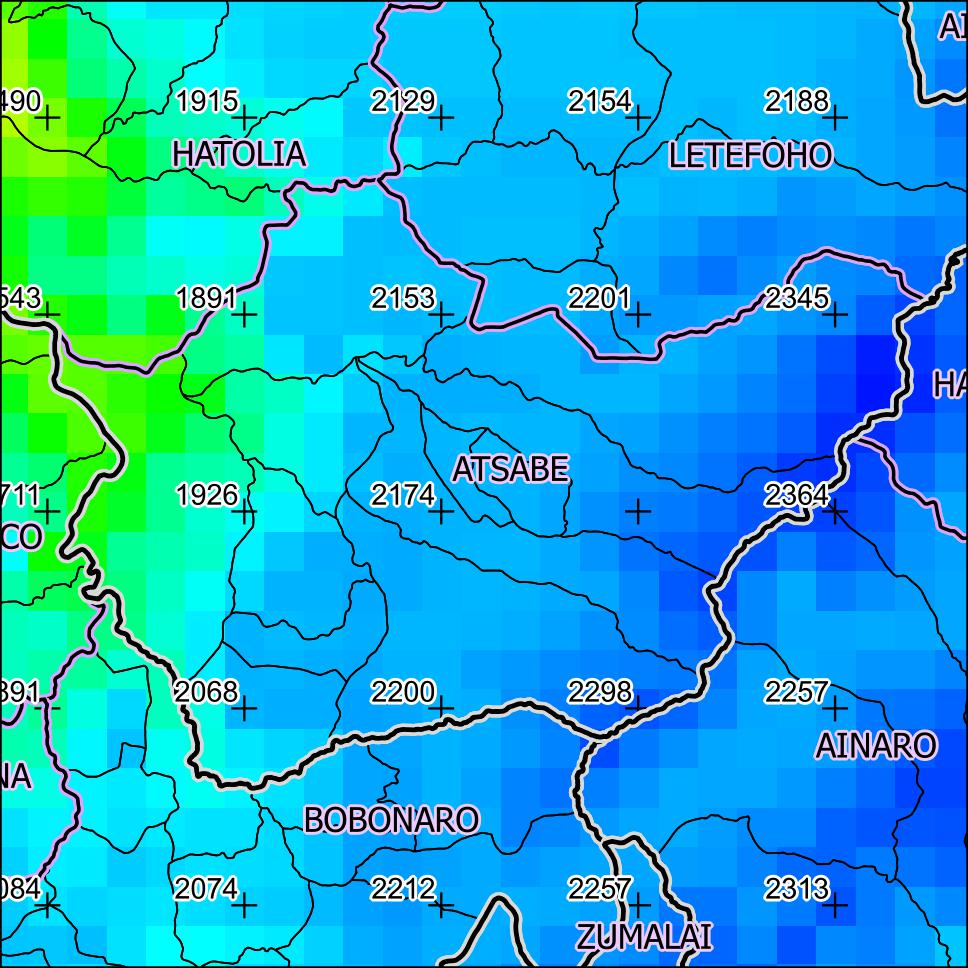
Jährliche Niederschlagsmenge (2000)
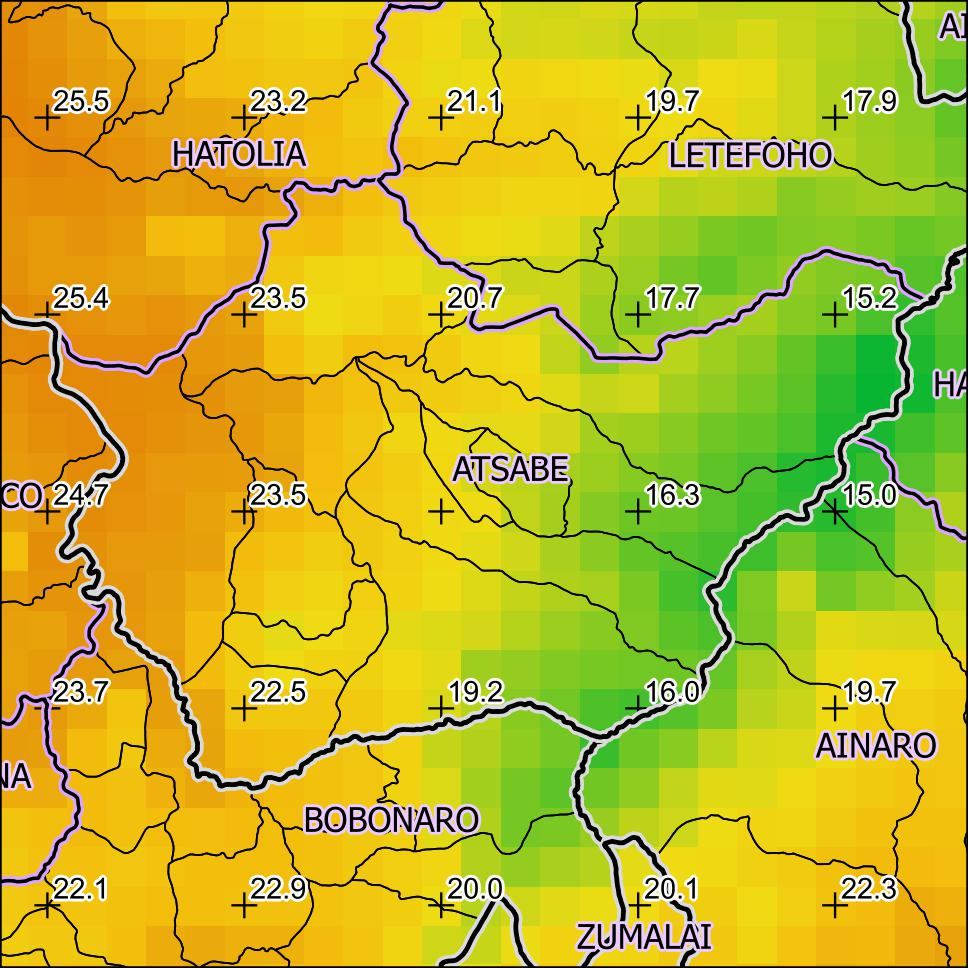
Jahresdurchschnitts-temperatur (2000)

## Einwohner

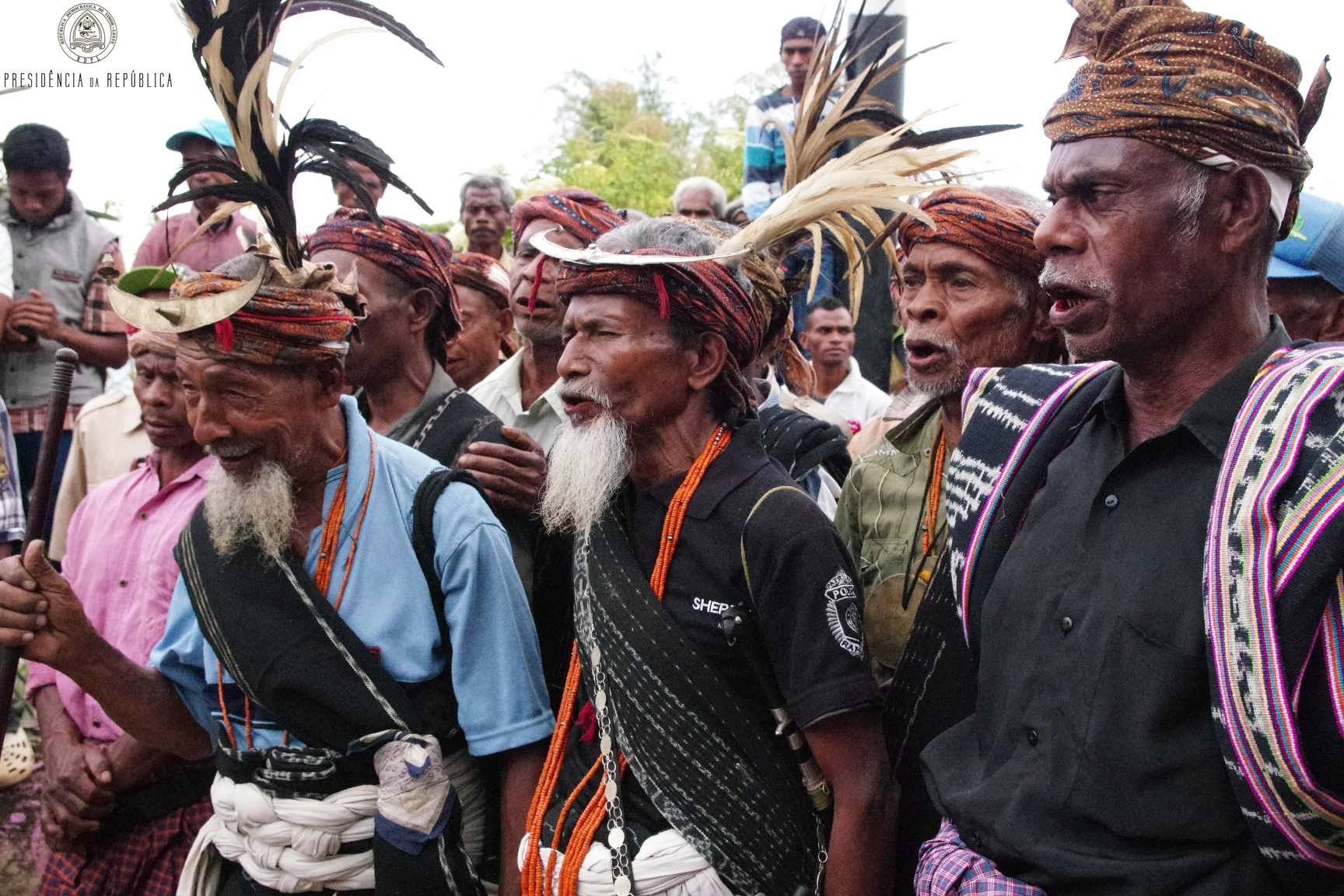
Würdenträger in Atsabe (2013)

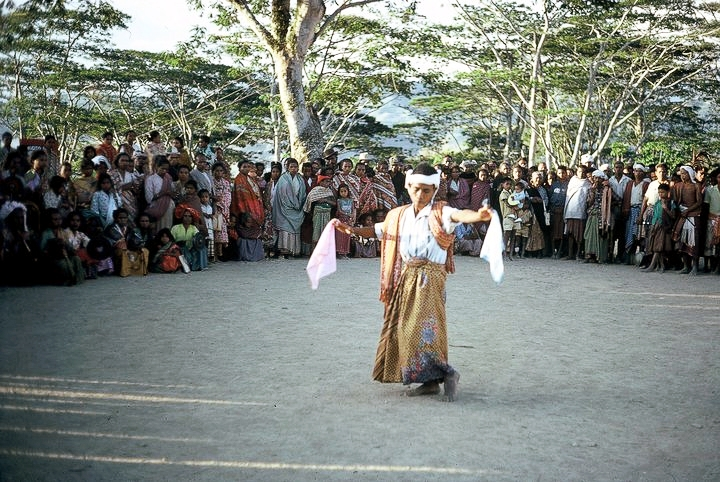
„Tanz des Schals“ in Atsabe

Im Verwaltungsamt Atsabe leben insgesamt 19.826 Menschen (2022), davon sind 9.952 Männer und 9.874 Frauen. Im Verwaltungsamt gibt es 4.012 Haushalte. Die größte Sprachgruppe bilden die Sprecher der Nationalsprache Kemak. Die Bevölkerung ist durchweg katholisch. Der Altersdurchschnitt beträgt 18,2 Jahre (2010, 2004: 17,7 Jahre).
Tiarlelo bildet das kulturelle Zentrum von Atsabe, da hier der Koronel bote der Region lebte. Allerdings werden die Koronel bote dieser Familie in einigen mündlichen Überlieferungen als Usurpatoren bezeichnet, welche die Herrschaft von Laclo und Leimea übernahmen. Laclo und Leimea werden in mündlichen Überlieferungen als Ursprung der Kemak bezeichnet. Leimea liegt am Berg Dar Lau und ist in drei Teile geteilt, wovon nur noch Leimea Leten („Ober-Leten“) Teil von Atsabe ist. Leimea-Craic („Unter-Leten“) und Leimea-Sarinbalo liegen heute im Verwaltungsamt Hatulia. Auch Baboi Craic und Baboi Leten bildeten ursprünglich einen gemeinsamen Suco. Von Atara wurde 2002 Malimea als eigenständiger Suco abgetrennt, 2003 aber wieder Atara angegliedert. In Obulo haben sich die Kemak mit benachbarten Bunak vermischt.

## Geschichte

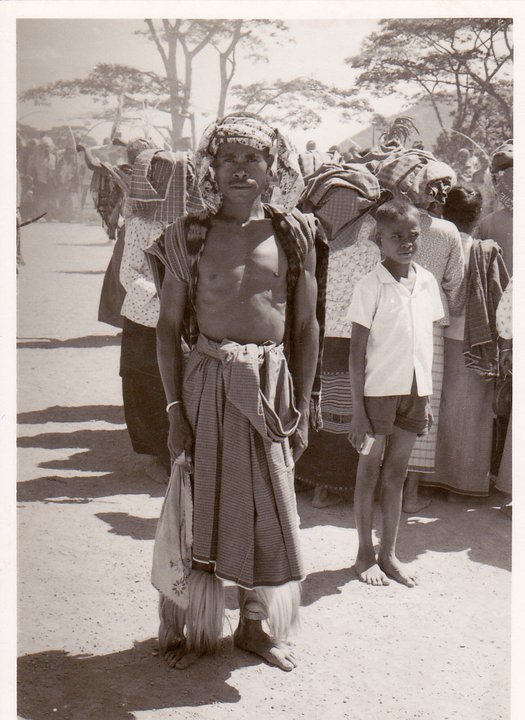
Traditioneller Tänzer (1968/70)

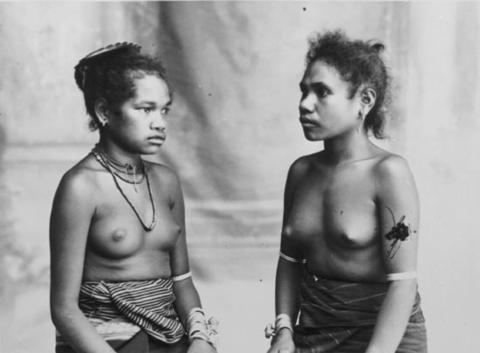
Zwei Frauen aus Atsabe, Álbum Fontoura, vor 1940

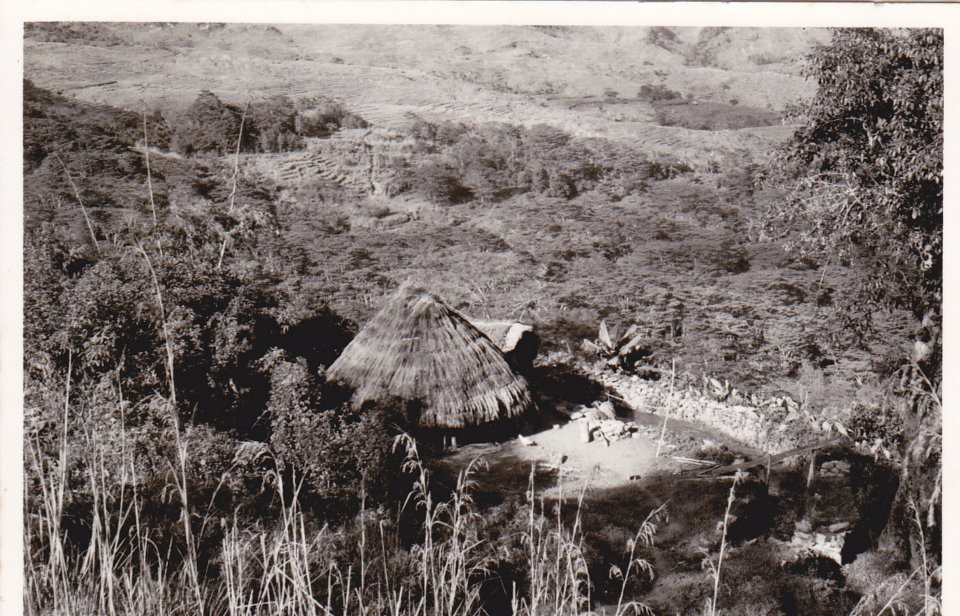
Hütte bei Atsabe (1968/70)

Atsabe war bereits vor der Kolonialzeit eines der Zentren Timors. Herrscher war der Koronel bote (Tetum: Liurai) der Atsabe-Kemak. Atsabe dominierte früher die gesamten von Kemak bewohnten Gebiete in Osttimor. Das betraf neben der Region von Atsabe Gebiete im Norden der heutigen Gemeinde Bobonaro, im nördlichen Ainaro und im Gebiet von Suai. Die Atsabe-Herrscher standen im Ruf besonders dazu zu neigen gegen die Portugiesen und ihre Anwesenheit aufzubegehren. Sie leisteten wiederholt Widerstand gegen die Invasoren. Im 18. Jahrhundert beteiligte sich Atsabe bei der Cailaco-Rebellion gegen die Portugiesen.
1907 konnte Nai-Cau die Unabhängigkeit Soros vom Atsabe-Reich erringen.
Während der japanischen Besatzung Timors (1942 bis 1945) leisteten die Atsabe-Kemak passiven Widerstand, indem sie sich weigerten Zwangsarbeit zu leisten oder Lebensmittel an die Japaner zu liefern. Die Besatzer inhaftierten daher den Koronel bote Dom Siprianu und sechs seiner Verwandte, die in Erbfolge zu ihm standen. Einer nach dem anderen wurden von den Japanern hingerichtet. Trotzdem widersetzten sich die Bewohner Atsabes weiterhin und versteckten zum Beispiel auch australische Soldaten, die hier einen Guerillakrieg führten.

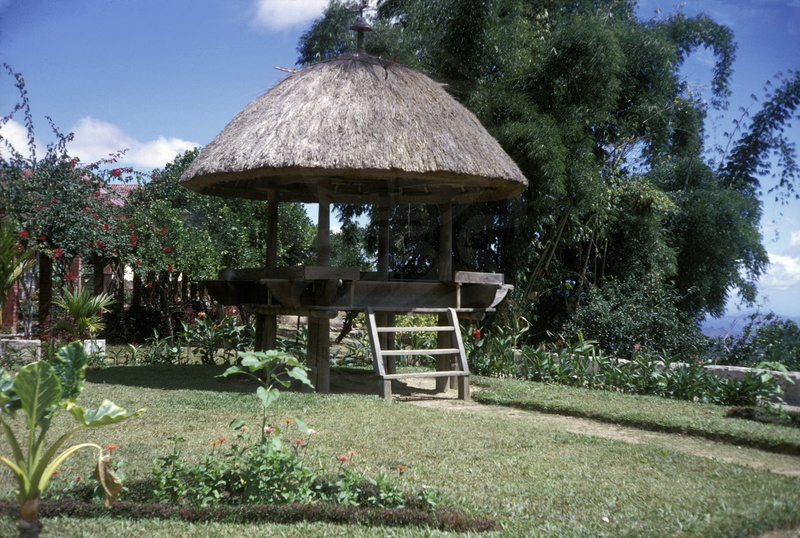
Ein nachgebautes Uma Lulik im Garten des port. Administrators von Atsabe (1969)

Der letzte Koronel bote von Atsabe und Sohn von Dom Siprianu, Dom Guilherme Maria Gonçalves, war ein starker Unterstützer der APODETI in den 1970er-Jahren. Zwischen 1978 und 1982 war er Gouverneur Indonesiens in Timor Timur.
Am Tag des Unabhängigkeitsreferendums in Osttimor am 30. August 1999 griffen in Baboi Leten pro-indonesische Milizen mit Feuerwaffen und Steinen ein Wahllokal an und töteten zwei einheimische UNAMET-Mitarbeiter. Ein dritter entkam. Die anwesenden indonesischen Soldaten griffen nicht zum Schutz des Wahllokals ein.
Anfang Januar 2003 wurden Tiarlelo und Laubono von bis zu 15 mit Sturmhauben maskierten Banditen mit automatischen Waffen und alten indonesischen Uniformen überfallen, 25 km von der Grenze zu Indonesien entfernt. Drei Menschen wurden getötet und fünf verletzt. Die Verteidigungskräfte Osttimors schickten daraufhin 180 Soldaten für Polizeiaufgaben in die Region. Mitglieder von Colimau 2000 – einer Organisation, die von ehemaligen im Untergrund arbeitenden Jugendaktivisten gegründet wurde – wurden beschuldigt in die Überfälle verwickelt gewesen zu sein, bei denen insgesamt sieben Menschen starben. Massenverhaftungen folgten, doch von den Gerichten wurden alle Verdächtige wieder freigelassen.
Am 23. August 2009 beendeten die Sucos Lacao und Atara eine jahrzehntelange Feindschaft durch eine offizielle Friedenszeremonie.
Herrscher von Atsabe
- Dom Manuel (1761)
- Sama Lelo (1764–etwa 1769)
- Dom António Hornay Boquete (1815)
- Dom Tomás Pinto (1854–1900)
- Nai Resi und Nai Sama (Enkel)
- Dom Cipriano Gonçalves (1912–1943) (Sohn von Nai Resi)
- Dom Guilherme Maria Gonçalves (1943–1999) (Sohn)[17]

## Politik

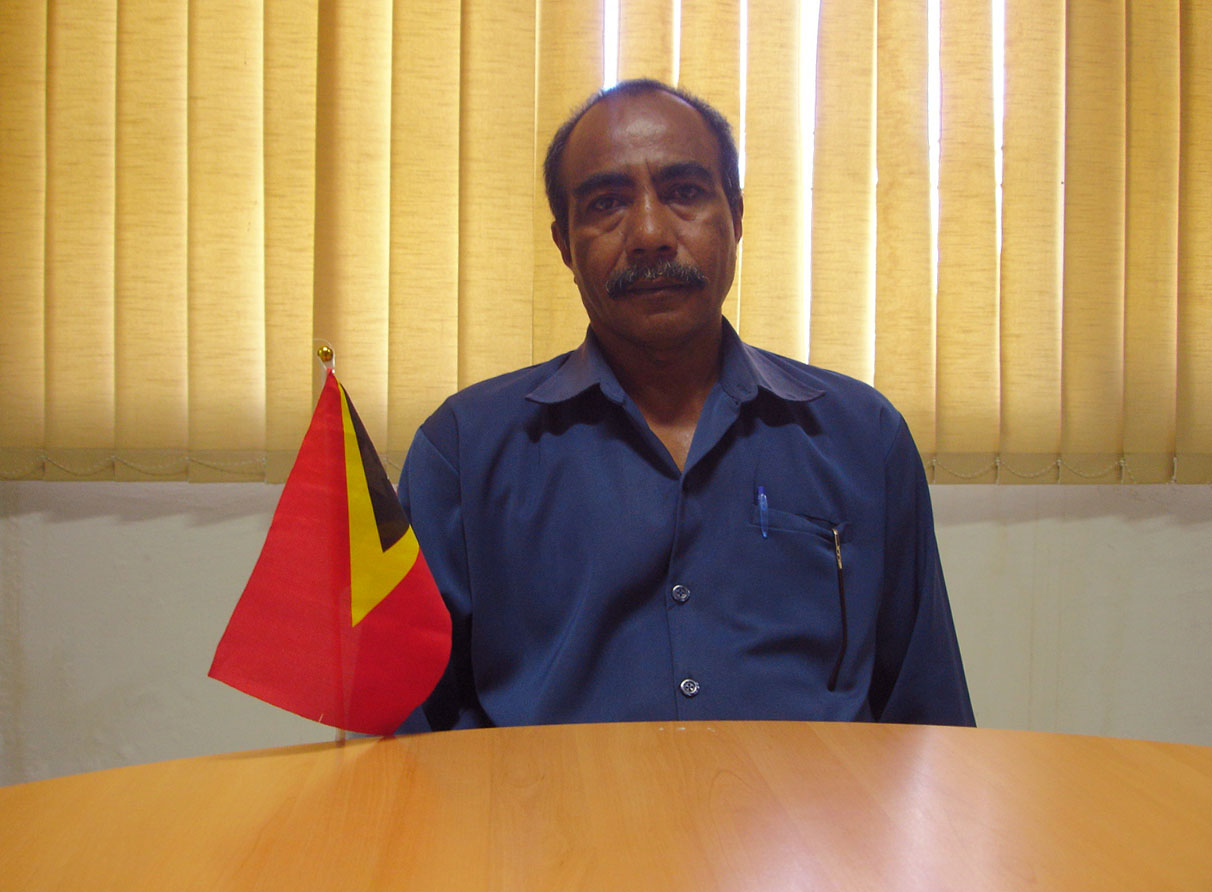
Administrator Graciano M. Hornai (2013)

Der Administrator des Verwaltungsamts wird von der Zentralregierung in Dili ernannt. 2015 war dies Graciano M. Hornai, 2016 Manuel Soares de Araújo und 2019 Juliâo de Deus. 2021 wurde Constancio da Silva zum Administrator ernannt und am 29. Januar 2024 Manuel Oliveira.

## Wirtschaft

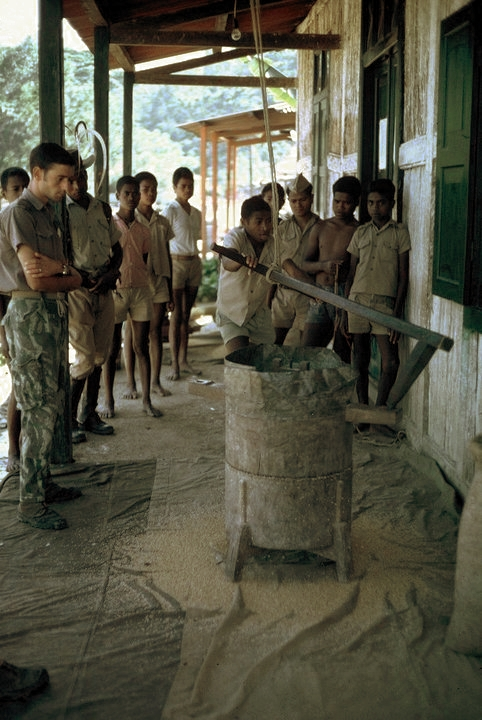
Reismühle in Atsabe (1968/70)

86 % der Haushalte in Atsabe bauen Mais an, 78 % Maniok, 67 % Kaffee, 55 % Gemüse, 34 % Kokosnüsse und 18 % Reis. Daneben werden seit einigen Jahren auch Erbsen, Kohl und Zwiebeln angepflanzt. Geplant ist zudem eine Fischzucht. Atsabe war früher bekannt für die hohe Qualität seiner Tais, gewebte Textilien, die auch überregional verkauft wurden. Damals war in diesem Verwaltungsamt der Handel die wichtigste Einnahmequelle der Bevölkerung, noch vor der Landwirtschaft. Viele der Händler flohen infolge der Unruhen von 1999 nach Westtimor. 2001 war es noch unklar, ob sie nach Atsabe zurückkehren würden, um ihr Geschäft wieder aufzunehmen.

## Persönlichkeiten
- Lucas da Costa (1952–2019), Politiker und Universitätsdirektor
- Domingos Augusto Deker (* 1970), Unabhängigkeitskämpfer und Politiker

## Weblinks

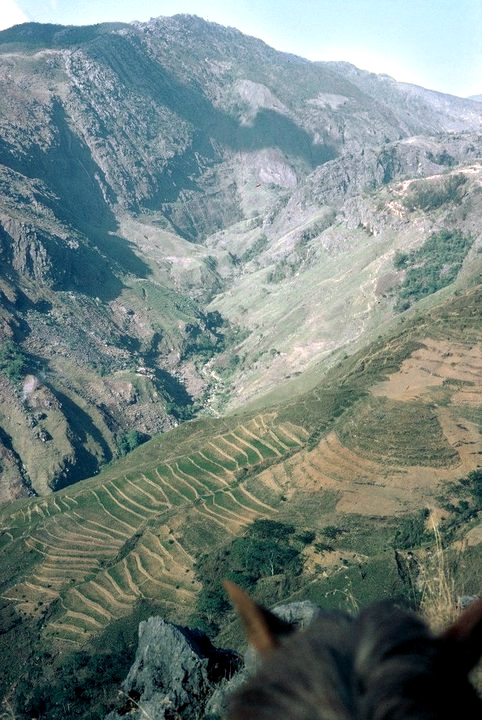
Blick vom Pferd aus auf die Region um Atsabe